# Oblapî, Kovel
Oblapî (în ucraineană Облапи) este localitatea de reședință a comunei Oblapî din raionul Kovel, regiunea Volînia, Ucraina.

## Demografie
Componența lingvistică a localității Oblapî
     Ucraineană (99,02%)
     Alte limbi (0,98%)
Conform recensământului din 2001, majoritatea populației localității Oblapî era vorbitoare de ucraineană (99,02%), existând în minoritate și vorbitori de alte limbi.